# Jesse Summers
Jesse Summers (* 1941 in Houston, Texas) ist ein US-amerikanischer Virologe und emeritierter Professor an der University of New Mexico. Er erforschte eine Gruppe von DNA-Viren, die typischerweise die Leber befallen und prägte deren Bezeichnung als Hepadnaviridae.
Summers erwarb an der Rice University einen Bachelor in Chemie und 1968 an der University of Texas at Austin einen Ph.D. in Mikrobiologie mit einer Arbeit über Biotinmangel und Glutamatstoffwechsel bei Mikroorganismen. Als Postdoktorand arbeitete er bei dem späteren Nobelpreisträger Renato Dulbecco am Salk Institute for Biological Studies. Ab 1971 leitete Summers am Fox Chase Cancer Center in Philadelphia eine Forschungsgruppe, von 1983 bis 1987 war er dort wissenschaftlicher Direktor. 1988 ging er an die University of New Mexico in Albuquerque, wo er zunächst eine Professur für Zellbiologie erhielt. Zuletzt war er dort Professor für Molekulargenetik und Mikrobiologie. 1997/98 verbrachte er ein Sabbatical bei Francis V. Chisari am Scripps Research Institute.
Jesse Summers konnte wesentlich zur Erforschung von Infektion, Ausbreitung, Replikation, Pathogenese und Elimination der Hepadnaviridae beitragen, einer Gruppe von Viren, zu denen das Hepatitis-B-Virus (HBV) gehört. Er etablierte Infektionen mit dem Woodchuck-Hepatitisvirus (WHV) und dem Enten-Hepatitis-B-Virus (DHBV) als Tiermodelle für die menschliche Hepatitis B. Summers erforschte die dynamischen Veränderungen der Zellen während chronischer Infektion und Elimination des Virus, aber auch die Entwicklung infizierter Organe zum Leberzellkarzinom.
1987 erhielten Summers und R. Palmer Beasley den Charles S. Mott Prize für ihre Arbeiten zur Verknüpfung von Infektionen mit dem Hepatitis-B-Virus und Leberzellkarzinom, im selben Jahr erhielt Summers die Medal of Honor der American Cancer Society. 2001 wurde Summers in die National Academy of Sciences gewählt, 2003 erhielt er den Prince Hitachi Prize for Comparative Oncology.
Jesse Summers ist in zweiter Ehe verheiratet. Aus erster Ehe stammen zwei Kinder.